# 胡斌淵
胡斌淵（1977年11月7日—），上海人，中华人民共和国国家射箭队运动员，曾获2008年北京奥运会铜牌。

## 生涯
1994年，胡斌渊在上海参加训练，师从钱小兵。1996年，他入选中国国家射箭队，师从孙盛伟。1998年，他在1998年亞洲運動會中先後奪得男子個人多向飛碟小項的金牌，而在男子團體多向飛碟小項中，他與隊友最終在決賽中排名第4。2001年的中华人民共和国第九届全国运动会中，他於男子個人多向飛碟小項以150中為上海增添一面金牌。
2003年7月，他在全国射击系统赛（第一站）中，以145中贏得冠軍，平了自己在1999年和1995年張冰的全國紀錄。同年10月，在意大利羅馬舉行的世界杯賽事中，他以1中之差不敵阿聯酋對手，取得銀牌。隨後第二站和第三站的全國射擊系統賽，他衛冕錦標，並在最後一站的總決賽中封王。
2006年，胡斌淵於6月時的西班牙世界杯總決賽的男子個人多向飛碟小項以144中獲得亞軍。兩個月後的克羅地亞世界錦標賽，他以189中摘下銀牌。12月，他參與多哈亞運的男子個人多向飛碟小項及男子團體多向飛碟小項，並在團體小項與王楠及劉安龍奪得金牌。在個人小項中，他以188中的成績與隊友王楠瓜分金、銀牌。
2007年3月，胡在意大利站世界杯中的資格賽以194中平了世界紀錄，在決賽中，他成為冠軍得主。9月，在贝尔格莱德举行的世界杯总决赛上，胡斌渊又获得亚军。10月的塞浦路斯飞碟世锦赛，他获得亚军。2008年8月12日，北京奥运会男子飞碟双多向决赛在北京射击场开始进行，胡斌渊以184中为中国队夺取一枚铜牌。
2012年，胡斌渊代表中国出戰英國倫敦舉行的奥林匹克运动会射擊比賽男子雙不定向飛靶賽事。2014年9月，他参加亚运会并夺下男子双不定向飞靶小项冠军。2016年，他和潘强代表中国队出战里约奥运会男子雙不定向飛靶，但均止步资格赛。

## 資料來源
1. 1 2 3 4  .   [2012-07-16]. （原始内容存档于2012-08-15）.（简体中文）
2. ↑  . 搜狐体育.   [2021-07-28]. （原始内容存档于2021-07-28）.
3. ↑  . 搜狐网.   [2021-08-01]. （原始内容存档于2021-08-01）.
4. ↑  . 新浪体育. 新浪体育.   [2021-08-01]. （原始内容存档于2021-08-01）.
5. ↑  . 央视网. 央视网.   [2021-07-28]. （原始内容存档于2019-09-18）.
6. ↑  . 中国新闻网. 中国新闻网.   [2021-07-28]. （原始内容存档于2021-07-28）.
7. ↑  . 中国台湾网.   [2021-07-28]. （原始内容存档于2021-07-28）.
8. ↑  . Reuters. 2008-08-12  [2021-07-28]. （原始内容存档于2021-07-28） （英语）.
9. ↑  . 中国新闻网.   [2021-07-28]. （原始内容存档于2021-07-28）.
10. ↑  . 腾讯体育.   [2021-07-28]. （原始内容存档于2021-07-28）.
11. ↑  . 中新社. 中新社.   [2021-07-28]. （原始内容存档于2021-07-28）.
12. ↑  . 搜狐体育.   [2021-07-28]. （原始内容存档于2022-04-07）.